# San Bartolo del Llano, Zinacantepec
San Bartolo del Llano är en ort i Mexiko.   Den ligger i kommunen Zinacantepec och delstaten Mexiko, i den sydöstra delen av landet, 70 km väster om huvudstaden Mexico City. San Bartolo del Llano ligger 2 858 meter över havet och antalet invånare är 2 348.
Terrängen runt San Bartolo del Llano är kuperad åt sydväst, men åt nordost är den platt. Runt San Bartolo del Llano är det tätbefolkat, med 493 invånare per kvadratkilometer. Närmaste större samhälle är Toluca, 18,4 km öster om San Bartolo del Llano. Trakten runt San Bartolo del Llano består till största delen av jordbruksmark.